# タケダケン
タケダ ケン（本名：武田 遣（たけだ けん）、1993年5月17日 - ）は、日本の歌手、TikToker、インフルエンサー。大阪府出身。血液型O型。獨協大学卒業。

## 出演

### ネット番組
- 西野未姫のコメディーショー"夢見る時間"（WALLOP 放送局）[1]

### ラジオ
- 山本かおりの渋谷DEもっさんタイム（渋谷クロスFM）[2]